# Ornichia madagascariensis
Ornichia madagascariensis là một loài thực vật có hoa trong họ Long đởm. Loài này được (Baker) Klack. mô tả khoa học đầu tiên năm 1986.